# エヴィン・ファン・ディショック
エヴィン・ファン・ディショック（Ewine van Dishoeck, 1955年6月13日- ）は、オランダの天文学者（天体化学）。専門は星間物質の研究。

## 来歴
ライデン出身。1984年にライデン大学からPh.D.を取得後、ハーバード大学やプリンストン高等研究所で博士研究員となり、1987年にプリンストン大学客員教授、1988年にカリフォルニア工科大学助教授となる。1995年からライデン大学教授。2007年以降はマックス・プランク地球外物理学研究所にも所属。2018年から2021年まで国際天文学連合会長を務めた。

## 受賞歴
- 2000年 - スピノザ賞
- 2001年 - バーク賞
- 2015年 - アルベルト・アインシュタイン世界科学賞
- 2018年 - ジェームズ・クレイグ・ワトソン・メダル、カヴリ賞
- 2019年 - カール・シュヴァルツシルト・メダル
- 2020年 - ジュール・ジャンサン賞

## 参照
- Professor van Dishoeck's homepage at Leiden Observatory